# Parafia św. Maksymiliana Marii Kolbego we Wrocławiu
Parafia Świętego Maksymiliana Marii Kolbego we Wrocławiu – parafia rzymskokatolicka znajdująca się w dekanacie Wrocław zachód I (Kozanów) w archidiecezji wrocławskiej. Obsługiwana przez księży archidiecezjalnych. Erygowana w 1982 roku. Mieści się przy ulicy Horbaczewskiego 20.

## Proboszczowie
Pieczę nad parafią od początku powstania do 2024 roku sprawował ks. prałat dr Czesław Majda, budowniczy kościoła parafialnego oraz domu parafialnego. Będący wcześniej wikariuszem katedry wrocławskiej, na mocy dekretu ówczesnego metropolity wrocławskiego kard. Henryka Gulbinowicza, został ustanowiony w 1982 proboszczem parafii św. Maksymiliana Kolbego. 1 lipca 2024 r. proboszczem parafii został ustanowiony ks. mgr Bogusław Stec.

## Wspólnoty parafialne
Akcja Katolicka, Apostolat Maryjny, Chór „Maksymilianum”, Dziecięca Schola „Maksymilianki”, Eucharystyczny Ruch Młodych, Grupa Anonimowych Alkoholików, Grupa Czcicieli Miłosierdzia Bożego, Grupa Rodzin Alkoholików Al.-Anon, Katolickie Stowarzyszenie Młodzieży, Katolicki Klub Literacki „Źródło”, Krucjata Wyzwolenia Człowieka, Liturgiczna Służba Ołtarza, Oaza Rodzin, Parafialny Zespół Caritas, Rada Parafialna, Ruch Rodzin Nazaretańskich, Ruch „Wiara i Światło”, Straż Honorowa Najświętszego Sakramentu, Wspólnota Odnowy w Duchu Świętym „Benedictus”, Żywy Różaniec, Oaza Młodzieżowa, Apostolat „Margaretka”, Apostolat Zbawczego Cierpienia, Stowarzyszenie „Si alla Vita” (pomoc dzieciom chorym), Stowarzyszenie „Niezapominajka”, Poradnia Rodzinna, Poradnia Obywatelska, Klub Seniora „Integracja”.